# Waireia
Waireia là một chi thực vật có hoa trong họ Lan.